# 厳光

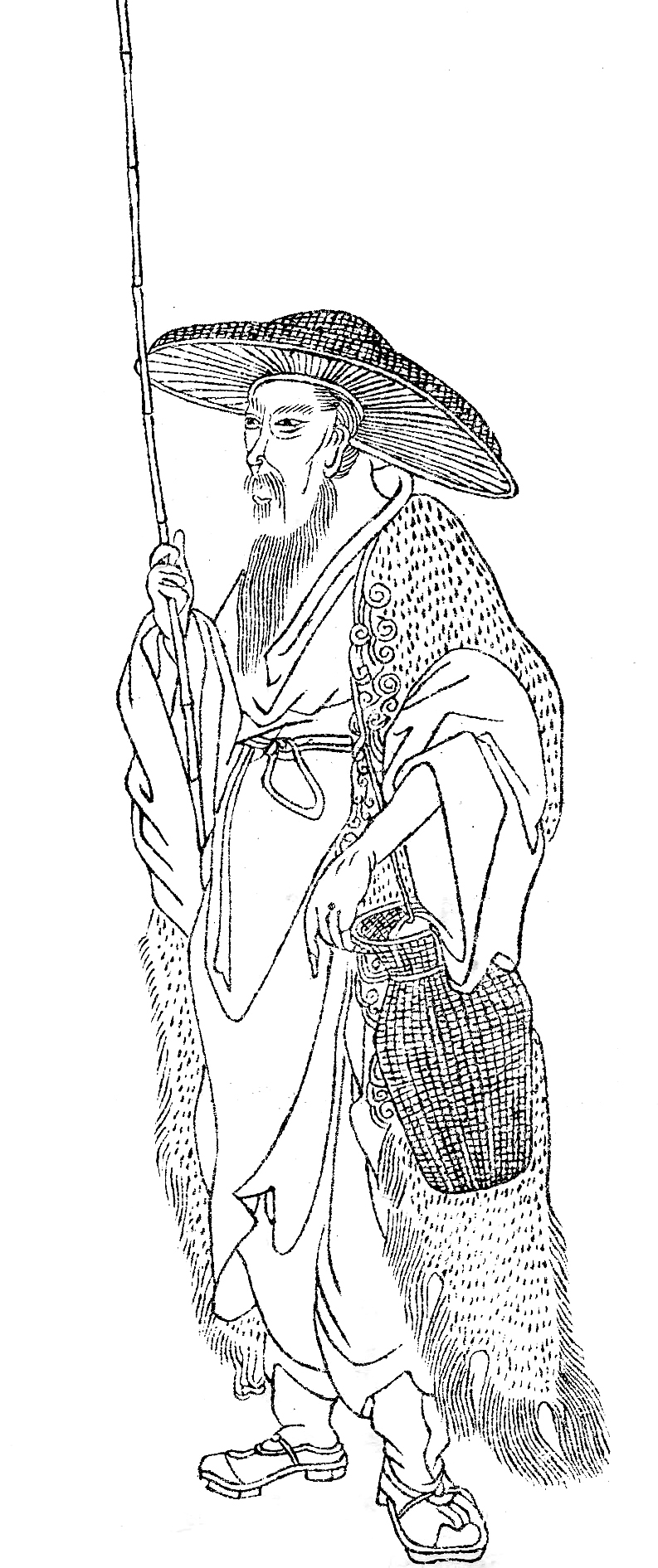
厳光・『晩笑堂竹荘畫傳』より

厳 光（げん こう、生没年不詳）は、後漢時代初期の隠者・逸民。字は子陵。別名は遵。会稽郡余姚県の人。

## 略歴
若くして才名あり、のちの光武帝となる劉秀と同門に学ぶ。劉秀が皇帝となると、厳光は姓名を変えて身を隠した。光武帝はその才能を惜しみ行方を捜させたところ、後斉国で羊毛の皮衣を着て沢の中で釣りをしているところを見いだされて、長安に召し出された。宮中の作法に詳しい司徒の侯覇が厳光と親しかったが、厳光は細かい礼に従わず、光武帝はそれでも「狂奴故態を改めず」と笑っただけだった。それどころか自ら宿舎に足を運んで道を論じたという。ある夜、光武帝と厳光がともに就寝し、厳光が光武帝の腹の上に足を乗せて熟睡し、翌日太史がその不敬を奏上して罰しようとしたが、光武帝は「故旧とともに臥したのみ」とこの件を取りあげなかった。諫議大夫に任じられたが、これを断って富春山（浙江省杭州市富陽区）で農耕をして暮らし、年八十にしてその地で没する。時の帝はその死を悲しみ、厳光が亡くなった郡県に詔して銭百万と穀千斛を賜った。

## 後世の評価
厳光が釣りをしていた場所（桐廬県の南、富春江の湖畔）は「厳陵瀬」と名づけられた。釣臺は東西に一つずつあり、高さはそれぞれ数丈、その下には羊裘軒・客星館・招隠堂があった。北宋の政治家の范仲淹は厳光の祠堂を修復し、「厳先生祠堂記」を撰写しその中で「雲山蒼蒼、江水泱泱。先生之風、山高水長」と厳光の高尚な気風を賞賛した。
一方、清代初期の王夫之は『読通鑑論』で厳光を評し、「厳光が光武帝に仕えなかったのは、沮溺・丈人（『論語』に登場する隠者たち）に比べて度量が狭い。後者二人はその時代に道が行われないことを知り、やむを得ず君臣の義を廃したのである。光武帝は王莽の乱をおさめ漢の正統を継ぎ、礼楽を修め古典に則る人だった。帝の教化が十分でないとすれば、それこそ賢者が道を以て帝を助けるべきではないか。なぜ厳光は、はやばやと天下を見捨ててしまったのか」と怪しんでいる。